# Vilhelm av Sabina

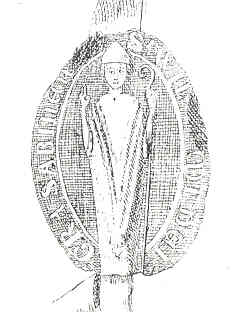
Vilhelm av Sabinas sigill 1248.

Vilhelm av Sabina, alternativt Vilhelm av Modena, född omkring 1184 i Piemonte, död  31 mars 1251 i Lione, var en italiensk präst och kardinalbiskop som höll ett kyrkomöte i Bergen i samband med Håkon Håkonssons kröning 1247 och som kallade till Skänninge möte i Sverige året därpå. Han hade redan tidigare varit engagerad i kristnandet av norra Europa.

## Biografi
Vilhelm blev biskop i  Modena 1222. År 1224 blev han påvlig legat i Baltikum och södra Östersjöområdet och byggde där upp den kyrkliga organisationen. Hans namn förekommer i svenska journaler för första gången år 1226, då i samband med stadfästelsen av stadgandet om biskopsvisitationer på Gotland i Linköpings stift. 1242 valdes Vilhelm av Sabina till kardinalbiskop av Sabina-Poggio Mirteto, efter en region som ligger cirka 50 kilometer norr om Rom i Italien. Innan dess hade han haft en lägre kardinalbefattning.

### Legat i Livland
Vilhelm av Sabina anlände som legat till Livland under andra halvan av år 1225 och försökte ordna förhållandena mellan biskoparna och svärdsriddarorden och få fred mellan tyskar och danskar innan han år 1226 for till Gotland och predikade korståg mot det ännu hedniska Ösel. Han återvände år 1234 för att lösa de problem som skapats av den tidigvarande legaten i landet. Han omfördelade under denna tid mycket av jordegendomarna i landet och grundande biskopsdömet Kurland. Vilhelm av Sabina var även aktiv i landet efter slaget vid Saule och svärdsriddarordens uppgång i tyska orden då han mäklade fred mellan tyskar och danskar. Detta ledde slutligen till att fred kunde slutas i ett möte i danska Stensby.

### Vilhelm av Sabinas resor i Sverige 1247–1249
I november 1247 kom Vilhelm av Sabina till Linköping från Norge och i december vistades han i Skänninge och med största sannolikhet hos de dominikaner som den katolska kyrkan så starkt vurmade för. Han verkar att någon i slutet av december 1247 eller i januari månad 1248 ha rest norrut, för enligt bevarade dokument besökte han strax därefter Riseberga kloster i Närke.
I februari 1248 var han tillbaka i Östergötland och Skänninge och stannade i staden ytterligare en månad ända fram till i början av mars. Här ordförde han Skänninge mötet. Kardinalen lämnade Skänninge efter mötet och sökte sig till konung Erik den läspe och halte som befann sig på Visingsö. Där skrev kardinalen ett avlatsbrev den 6 mars 1248 för Nydala kloster i Småland. I maj och juni månad var han fortfarande kvar inom Linköpings stift, ty i Visby som tillhörde stiftet stadfäste han offergåvor till nunnorna uti Solberga kloster i Visby och gav tillstånd för det finländska prästerskapet att testamentera bort vad de personligen ägde.
Den 27 juli 1249 fanns han ännu längre söderut. I Lund, som då var danskt, skrev han ett öppet brev på 40 dagars avlat för dem som med gåvor understödde bröderna i Spetelövs kloster i samma stad.

## I fiktion
Vilhelm av Sabina förekommer som en karaktär i Jan Guillous roman "Arvet efter Arn".